# بانیا (استان پلوودیو)
بانیا (به بلغاری: Banya) یک شهرک و شهر در بلغارستان است که در استان پلوودیو واقع شده‌است.
 بانیا  ۳٬۹۶۸ نفر جمعیت دارد و ۲۹۵ متر بالاتر از سطح دریا واقع شده‌است.